# Hypericum bifurcatum
Hypericum bifurcatum är en johannesörtsväxtart som beskrevs av N. Robson. Hypericum bifurcatum ingår i släktet johannesörter, och familjen johannesörtsväxter. Inga underarter finns listade i Catalogue of Life.